# Dentro e fuori
Dentro e fuori è il quarto e ultimo album in studio del cantautore italiano Piero Ciampi, pubblicato nel 1976.

## Descrizione
Il disco, pubblicato dalla RCA International come doppio album, è stato prodotto nel 1975 ma distribuito solo all'inizio dell'anno seguente. È frutto della collaborazione del cantautore livornese con il maestro Gianni Marchetti.

## Tracce
Disco 1
Testi di Piero Ciampi eccetto dove indicato, musiche di Gianni Marchetti, eccetto dove indicato.
1. L'incontro
2. Canto una suora
3. Sul porto di Livorno
4. Uffa che noia
5. Raptus (Ciampi, Pino Pavone, Marchetti)
6. L'assenza è un assedio

Disco 2
1. Tra lupi
2. Va
3. Don Chisciotte ((Ciampi, Pavone, Marchetti))
4. Disse: "Non Dio, decido io"
5. Cara
6. Viso di primavera (P. Ciampi, Roberto Ciampi, Marchetti)
7. Momento poetico (collage di brevi poesie recitate con accompagnamento orchestrale)